# 臺灣螳瘤蝽
臺灣螳瘤蝽（学名：Cnizocoris shirakii）为獵蝽科螳瘤蝽屬下的一个种。